# Подсосонки (Смоленская область)
Подсосонки — деревня в Смоленской области России, в Угранском районе. Расположена в восточной части области в 24 км к востоку от Угры, в 8 км к югу от автодороги Р132 Вязьма — Калуга — Тула — Рязань, и в 8 км к северу от границы с Калужской областью.
Население — 58 жителей (2007 год). Административный центр Подсосонского сельского поселения.

## Экономика
Имеется почтовое отделение. Магазины отсутствуют. 2 раза в неделю жителям деревни приезжает «автолавка» с продуктами из посёлка Знаменка. До 2019 года работала библиотека.